# Hurry Up Mode
Hurry Up Mode é o álbum de estreia da banda japonesa de rock Buck-Tick. Foi lançado em vinil e CD em 4 de abril de 1987 pela Taiyo Records. A versão em CD veio com duas faixas extras que não estavam no LP. A faixa "Moonlight" foi regravada em 1992 para o álbum Koroshi no Shirabe: This Is NOT Greatest Hits.

## Recepção
Ficou em primeiro lugar na parada da Oricon de álbuns independentes. Em fevereiro de 1992 foi certificado disco de ouro pela RIAJ por vender mais de 200 mil cópias.

## Faixas
Todas as canções compostas e escritas por Hisashi Imai, exceto onde notado.
| N.º            | Título                                       | Letras         | Música         | Duração |  |
| 1.             | "Prologue"                                   |                | Sakurai        | 0:41    |  |
| 2.             | "Plastic Syndrome Type II"                   |                | Sakurai        | 3:33    |  |
| 3.             | "Hurry Up Mode"                              |                |                | 4:09    |  |
| 4.             | "Telephone Murder"                           |                |                | 3:46    |  |
| 5.             | "Fly High"                                   |                |                | 4:34    |  |
| 6.             | "One Night Ballet"                           |                |                | 5:07    |  |
| 7.             | "Vacuum Dream" (Faixa bônus da edição em CD) |                |                | 3:16    |  |
| 8.             | "No-No-Boy" (Faixa bônus da edição em CD)    |                |                | 3:20    |  |
| 9.             | "Moonlight"                                  | Sakurai        |                | 3:49    |  |
| 10.            | "For Dangerous Kids"                         |                |                | 4:23    |  |
| 11.            | "Romanesque"                                 |                |                | 4:01    |  |
| 12.            | "Secret Reaction"                            |                |                | 5:03    |  |
| 13.            | "Stay Gold"                                  |                |                | 4:39    |  |
| Duração total: | Duração total:                               | Duração total: | Duração total: | 50:45   |  |

## Créditos
Buck-Tick
- Atsushi Sakurai – vocais
- Hisashi Imai – guitarra solo
- Hidehiko "Hide" Hoshino – guitarra rítmica
- Yutaka "U-ta" Higuchi – baixo
- Toll Yagami - bateria

Músicos adicionais
- Kosuzu Yokomachi e Mariko Ohhira – refrão
- Hiromi Kokubu – piano
- Stephen Leist – narração

Produção
- Sawaki e Buck-Tick – produção
- Masayuki Minato & Nishimura – mixagem
- Tomoyo Tanaka – capa do álbum
- Mamoru Tsukada – fotografia